# Еррера (провінція)
Еррера (ісп. Provincia de Herrera) — одна з провінцій Панами. Адміністративний центр — місто Читре.

## Географія
Площа провінції становить 2340,7 км². Розташована на півдні центральної частини країни. Межує з провінціями: Верагуас (на заході), Лос-Сантос (на південному сході) і Кокле (на півночі). На північному сході омивається водами Панамської затоки.

## Населення
Населення провінції за даними на 2010 рік становить 109 955 чоловік. Щільність населення — 46,97 чол./км².

## Адміністративний поділ

Адміністративний поділ провінції Еррера.

В адміністративному відношенні провінція поділяється на 7 округів:
- Читре
- Лас-Мінас
- Лос-Посос
- Оку
- Парита
- Песе
- Санта-Маріа

## Економіка
Економіка провінції базується на рибальстві; виробництві цукрового очерету, молочних продуктів, алкогольної продукції, кераміки, цементу; ремонті устаткування.

## Цікаві факти
Прапор провінції Еррера ідентичний сучасному прапору України, хоча не має з ним зв'язку.